# 44117 Гарольдларсон
44117 Гарольдларсон (44117 Haroldlarson) — астероїд головного поясу, відкритий 21 квітня 1998 року.
Тіссеранів параметр щодо Юпітера — 3,547.